# هواپیماچه‌ها
هواپیماچه‌ها (نام علمی: Phaedyma) نام یک سرده از خانواده فرچه‌پایان است.